# Свиногор
Свиного́р — деревня в Кирово-Чепецком районе Кировской области в составе Филипповского сельского поселения.

## География
Расположена на расстоянии менее 6 км на север по прямой от центра поселения села Филиппово.

## История
Известна с 1678 года как починок Костяевской с 5 дворами, в 1764 году в деревне Костяевской 41 житель. В 1873 году здесь дворов 11 и жителей 84, в 1905 (Костяевская или Свиногор) 14 и 108, в 1926 18 и 98, в 1950 25 и 100, в 1989 5 жителей. 

## Население
Постоянное население составляло 2 человека (русские 100%) в 2002 году, 0 в 2010.